# LMMS
LMMS (Linux MultiMedia Studio) er et open source computerprogram til integreret musikproduktion og kan fås til ikke bare Linux, men også til Mac OS X og Microsoft Windows operativ systemer. Musik kan produceres ved hjælp af de indbyggede synthesizere og små korte lydklip. Akustiske lyde som f.eks. vokal kan ikke optages direkte i programmet, men kan importeres som færdig lydfil.
LMMS har store muligheder, men det er en god ide at ofte gemme sine arbejdsfiler, da programmet stadig indeholder en del fejl, og tit går ned.